# حمد الجزاف
حمد الجزاف (مواليد 20 أكتوبر 1969) لاعب كرة قدم بحريني معتزل كان يجيد اللعب في خط الوسط. شارك مع منتخب البحرين في بطولة كأس آسيا 1988.